# Boots Mallory
Boots Mallory, geboren als Patricia Mallory (22 oktober 1913 - 1 december 1958) was een Amerikaanse actrice.

## Levensloop en carrière
Mallory werd geboren in 1913 in New Orleans. Ze speelt in 1931 op Broadway in Ziegfeld Follies. In 1932 wordt ze verkozen tot een van de WAMPAS Baby Stars van 1932, naast onder meer Gloria Stuart, Ginger Rogers en Mary Carlisle. In 1933 volgt een hoofdrol in de dramafilm Hello, Sister!. Haar laatste filmrol is in Swiss Miss naast Laurel en Hardy.
Mallory huwde drie keer. Haar tweede man was William Cagney, de jongere broer van James Cagney. Bij hem had ze twee kinderen. Mallory overleed in 1958 op 45-jarige leeftijd.
- Library of Congress Control Number: n80050588
- SNAC: w6xj4dbp
- Virtual International Authority File: 48058705
- WorldCat: E39PBJt8jjP6p3Wm34d8PW9xDq